# Diakoniefriedhof Neuendettelsau
Der Diakoniefriedhof ist ein Baudenkmal in Neuendettelsau (D-5-71-180-23). Er befindet sich an der Wilhelm-Löhe-Straße.
Der Friedhof wurde 1865 angelegt. Die neugotische Leichen- und Aussegnungshalle wurde 1897 fertiggestellt und eingeweiht. Sie ist ein eingeschossiger Satteldachbau mit Vorhalle, mit Gliederungen in Naturstein. Auf dem Friedhof befindet sich ein Steinkruzifix, das im Jahr 1906 von H. Leister nach einem Vorbild von Adam Kraft gefertigt wurde. Auch die Ummauerung und die Anlage der Diakonissengräber zählen zu dem Baudenkmal.
Auf dem Friedhof befinden sich die Grabmäler von Wilhelm Eichhorn, Selma Haffner, Hans Lauerer und Friedrich Meyer und Therese Stählin.

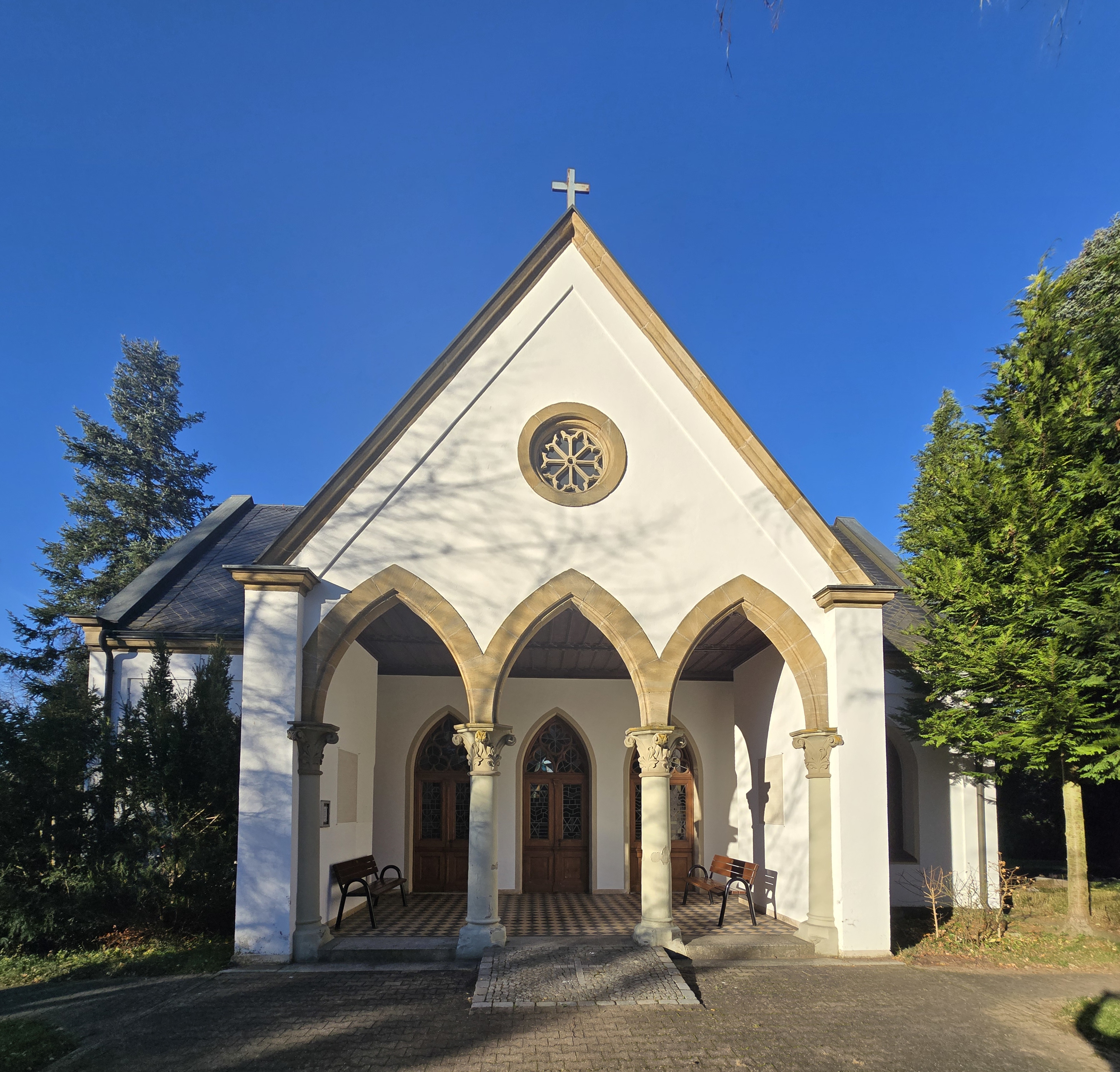
Leichenhalle
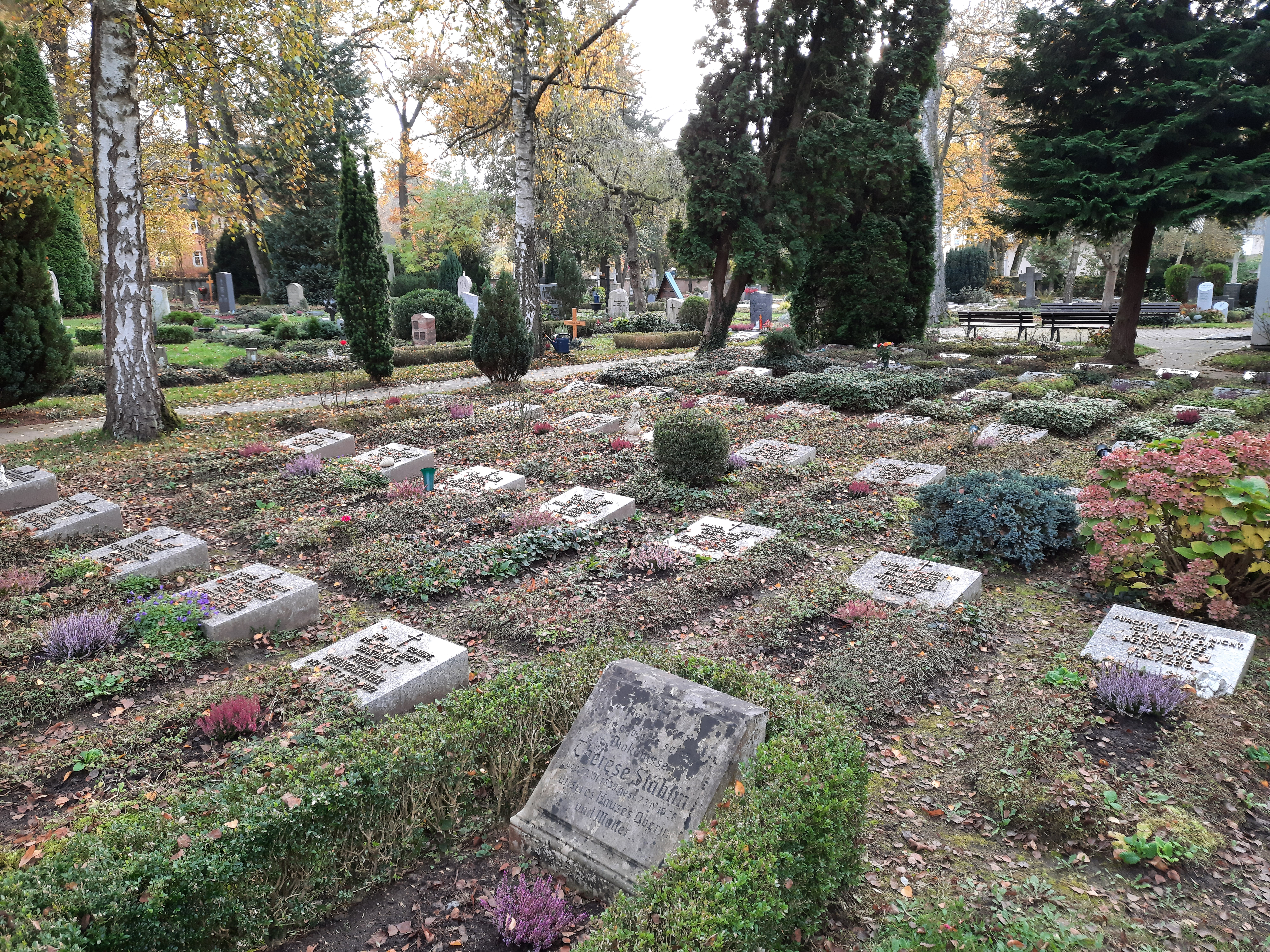
Diakonissengräber
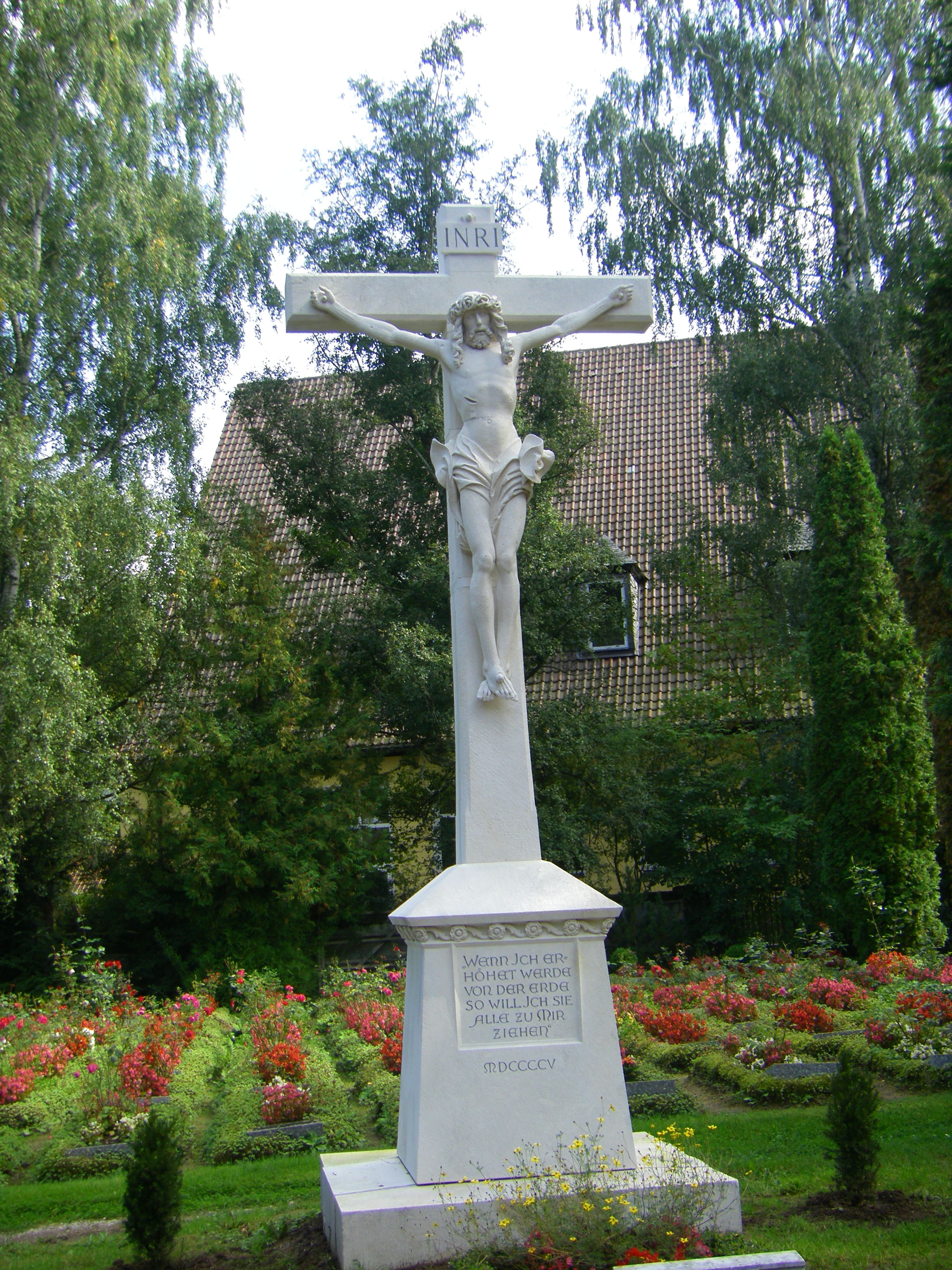
Steinkruzifix
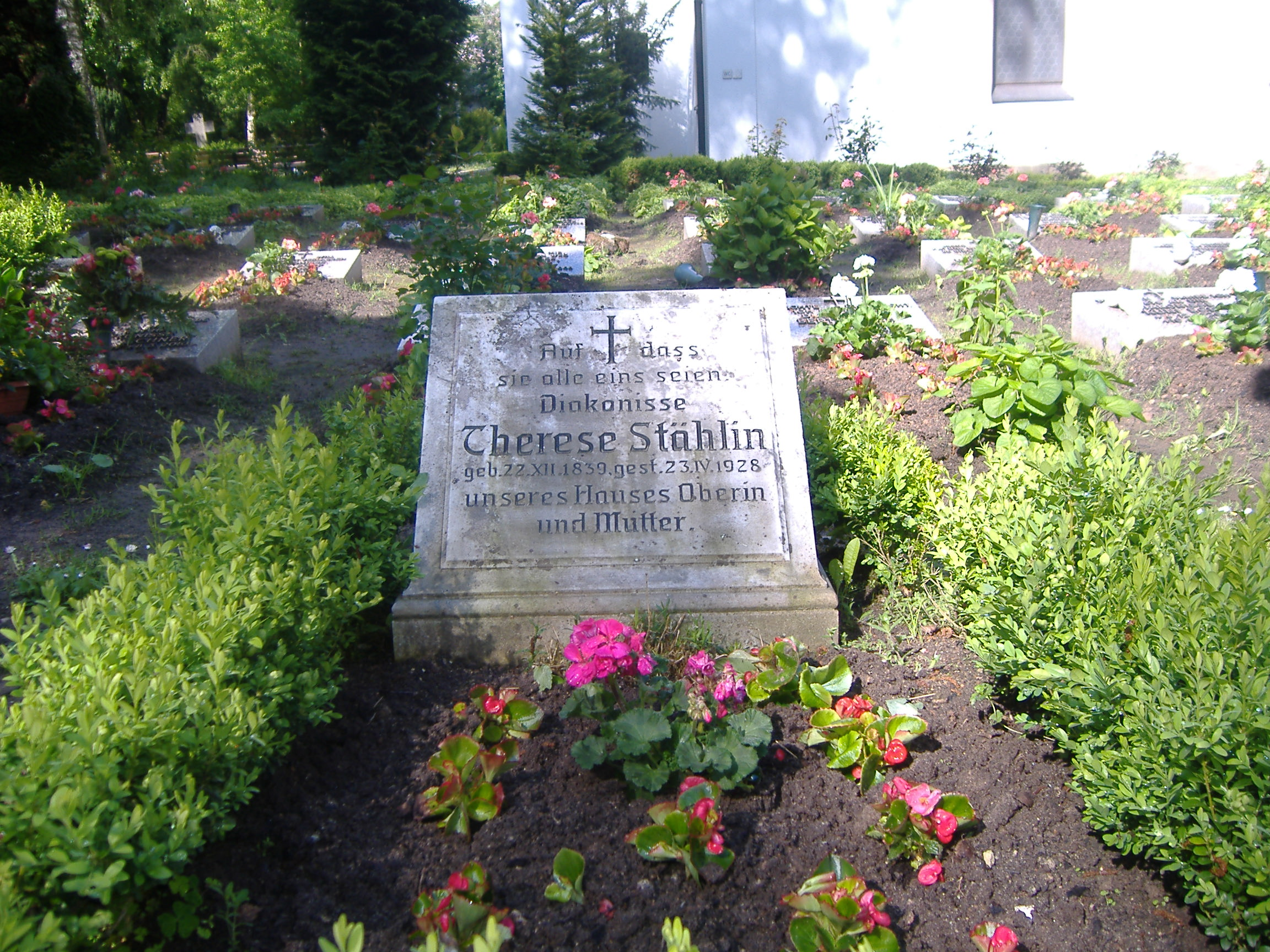
Grabmal von Therese Stählin
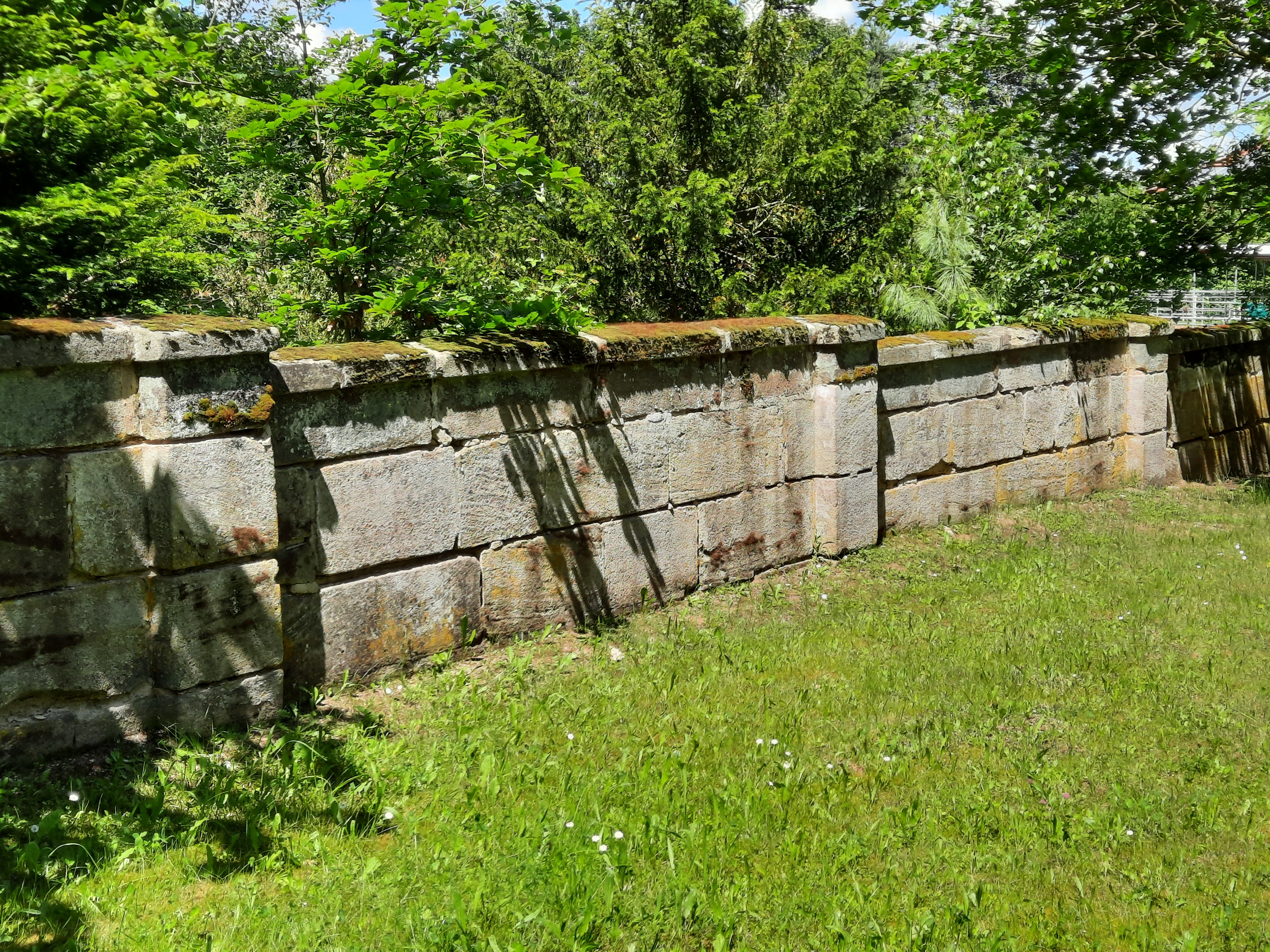
Ummauerung aus Naturstein